# روبرت موسر
روبرت موسر (بالإنجليزية: Robert Moser) هو مهندس أمريكي، ولد في 1956.